# Distrito de Matapalo
El distrito de Matapalo es uno de los cuatro que conforman la provincia de Zarumilla, ubicada en el departamento de Tumbes en el Norte del Perú. Limita por el Norte con el distrito de Papayal; por el Este y por el Sur con el Ecuador: y, por el Oeste con la provincia de Tumbes.

## Historia
El distrito fue creado el 25 de noviembre de 1942 mediante Ley N.º 9667, en el primer gobierno del presidente Manuel Prado Ugarteche. 

## Demografía

### Población
Según el Censo 2007 el distrito tiene una población de 1 568 habitantes. e

### Religión
Según datos del censo de 2007, el 76 % de la población del distrito es católica, el 17 % es miembro de alguna iglesia evangélica, el 2 % manifiesta no profesar ninguna religión, mientras que el 5 % dice profesar alguna otra creencia. 
En el caso de los católicos, desde el punto de vista jerárquico de la Iglesia católica, forman parte de la Vicaría foránea de Tumbes de la arquidiócesis de Piura.

## Geografía
Tiene una extensión de 392,29 km².

## Localidades
Su capital es la villa de Matapalo. Además de los siguientes centros poblados:
- Quebrada Seca
- Leandro Campos
- La Totora
- Isla Noblecilla
- Nuevo Progreso-El Tútumo
- Algarrobal
- Balsamal
- Carisalio

## Autoridades

### Municipales
- 2015 - 2018[4]
  - Alcalde: Nevi Correa García, del Movimiento Reconstrucción con Obras más Obras para un Tumbes Bello (RCOMOPUTB).
  - Regidores: José Alberto Román Reyes (RCOMOPUTB), Alfonso Deliborio Herrera Carrillo (RCOMOPUTB), Isidro Pintado Labán (RCOMOPUTB), Maribel Bermeo Guerrero (RCOMOPUTB), José Andrés García Lara (Solidaridad Nacional)
- 2011 - 2014[5]
  - Alcalde: Nevi Correa García, del Movimiento Reconstrucción con Obras más Obras para un Tumbes Bello (RCOMOPUTB).
  - Regidores: Hortensio Córdova Ruiz (RCOMOPUTB), Alfonso Deliborio Herrera Carrillo (RCOMOPUTB), María Josefa Abad Vásquez (RCOMOPUTB), Lidya Nuñez Córdova (RCOMOPUTB), Ismael Portocarrero Correa (Acción Popular).[6]
- 2003 - 2010
  - Alcalde: Juan Miguel Feijoo Navarrete.

### Policiales
- Comisario: PNP.